# Glenn Trebing
Glenn Trebing (* 2. März 2000 in Kassel) ist ein deutscher Turner. Er wurde vom Deutschen Turner-Bund für die 50. Turn-Weltmeisterschaften 2021 in Kitakyūshū, Japan, als jüngster Teilnehmer nominiert.

## Karriere
Glenn Trebing begann zusammen mit seinem Zwillingsbruder Lewis das Gerätturnen bei der TSG 1887 Kassel-Niederzwehren, für die sie auch später noch antraten. Sie betrieben auch andere Sportarten wie Kickboxen und Leichtathletik sowie Ballett. Im Jahr 2016 wechselten die Zwillinge vom Turnleistungszentrum Kassel ans Sportinternat nach Hannover. Glenn Trebing konnte bei Deutschen Jugendmeisterschaften zahlreiche Medaillen gewinnen. So war er im Jahr 2018 in seiner Altersklasse 17/18 der erfolgreichste Turner. Im selben Jahr trat Trebing bei der Junioren-Europameisterschaft in Glasgow an, die parallel zu den Turn-Europameisterschaften 2018 stattfand. Mit dem Team verfehlte er eine mögliche Medaille und erreichte den sechsten Platz, im Mehrkampf wurde er selbst Zwölfter. Ebenfalls 2018 erreichte er eine Silbermedaille am Barren bei einem internationalen Juniorenturnier in Texas.
Noch als Junior trat er bei den Deutschen Meisterschaften der Senioren 2018 an und konnte dort überraschend zwei Bronzemedaillen am Pferd und Reck erreichen. Im folgenden Jahr wurde er Senior. Nach dem Ausfall der Deutschen Meisterschaften im Jahr 2020 aufgrund der COVID-19-Pandemie war Trebing Teil der deutschen Mannschaft bei den Turn-Europameisterschaften 2021 in Basel. Er wurde an seinem Spezialgerät Barren eingesetzt und erreichte dort mit 13,725 Punkte eine gute Wertung. Er trat zudem auch am Pferd an. Bei den Deutschen Meisterschaften im selben Jahr, die im Rahmen von Die Finals 2021 – Berlin/Rhein-Ruhr stattfanden, konnte er erneut einen dritten Platz erreichen: am Barren. Für die Olympischen Sommerspiele 2020 in Tokio konnte er sich jedoch nicht qualifizieren.
Im Oktober 2021 nahm er schließlich an der Qualifikation für die 50. Turn-Weltmeisterschaften 2021 in Kitakyūshū, Japan, am Olympischen und Paralympischen Trainingszentrum für Deutschland in Kienbaum teil und erreichte dort den zweiten Platz. Er wurde im Nachgang vom Deutschen Turner-Bund für die Männermannschaft zu seiner ersten Weltmeisterschaftsteilnahme als jüngster Teilnehmer neben dem mehrfachen Weltmeisterschafts- und Olympiateilnehmer Andreas Bretschneider nominiert. Der Deutsche Turner-Bund tritt gemäß Nationaltrainer Waleri Belenki mit einer Mischung aus erfahreneren und jüngeren Turnern an, um letzteren die Möglichkeit zur Vorbereitung auf die Olympischen Sommerspiele 2024 in Paris zu ermöglichen. Ein Teil der Teilnehmer der Olympischen Sommerspiele 2021 hatte eine Teilnahme an den Turn-Weltmeisterschaften 2021 zuvor abgesagt. Trebing turnte an vier Geräten, konnte sich jedoch für kein Gerätefinale qualifizieren.
Trebing trat zunächst für die KTV Fulda in der Deutschen Turnliga an und turnt aktuell für den TV Wetzgau. Mit dem Verein konnte er 2019 den dritten sowie 2020 den zweiten Platz in der Teamwertung der Mannschaftsmeisterschaft erreichen. Er wird unter anderem von Adrian Catanoiu trainiert, der ebenfalls für das Training von Andreas Toba zuständig ist. Trebing ist Sportsoldat bei der Bundeswehr. Sein Zwillingsbruder hat mittlerweile mit dem Turnen aufgehört.